# Bitwa nad Seretem (1920)

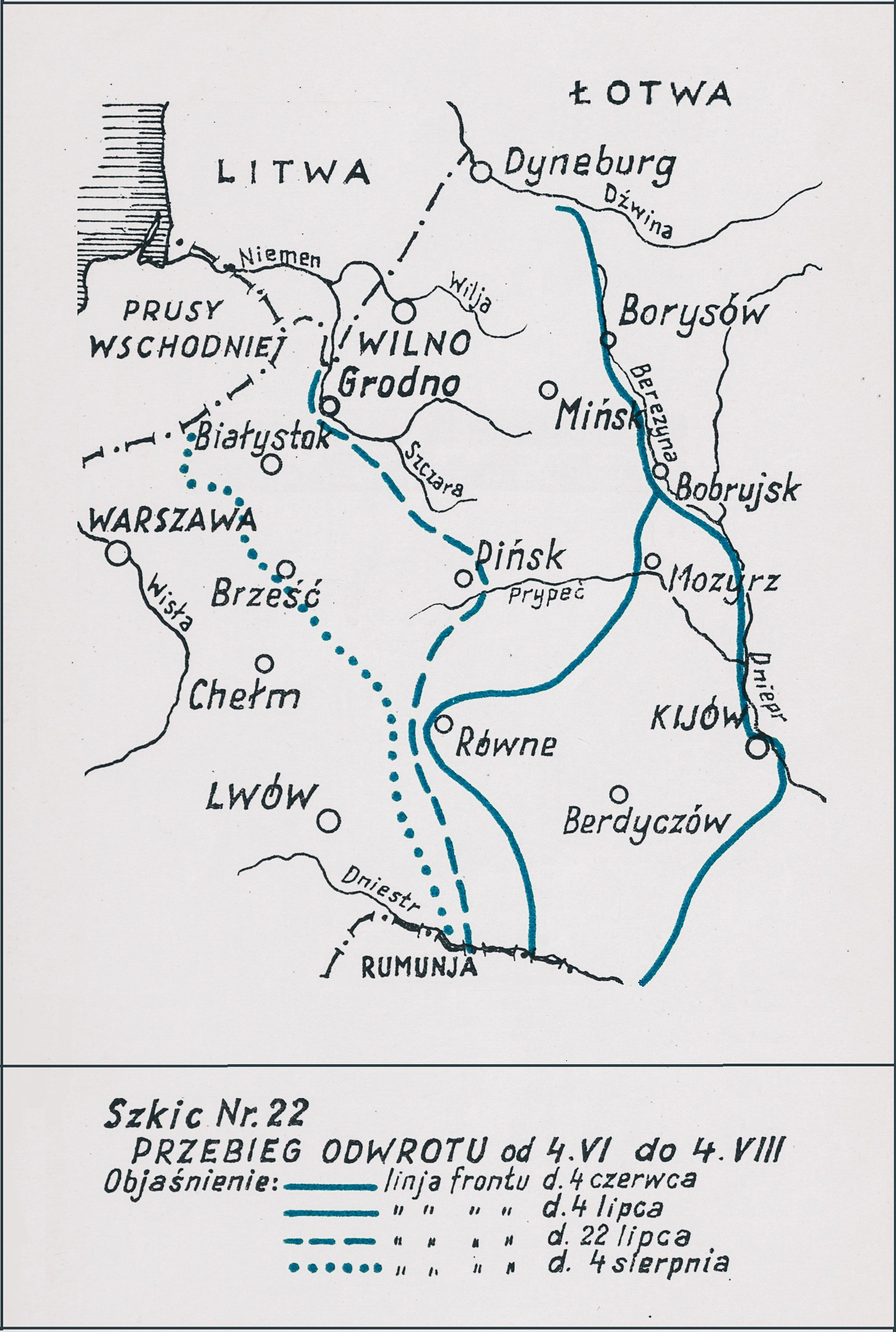
Adam Przybylski,
Wojna polska 1918–1921

Bitwa nad Seretem – walki toczone przez prawe skrzydło polskiej 6 Armii i Armii Czynnej URL z sowiecką 14 Armią w okresie ofensywy Frontu Południowo-Zachodniego w czasie wojny polsko-bolszewickiej.

## Geneza
W końcu lipca Naczelne Dowództwo Wojska Polskiego planowało uderzenie na prawe skrzydło nacierających wojsk Michaiła Tuchaczewskiego. Do przeprowadzenia operacji zamierzano użyć także jednostek ściągniętych  z Frontu Południowo-Wschodniego generała Edwarda Rydza-Śmigłego.
Warunkiem sukcesu było wcześniejsze pobicie 1 Armii Konnej Siemiona Budionnego. Zadanie to miała wykonać 2 Armia gen. Kazimierza Raszewskiego. Plan zakładał uderzenie z północnego zachodu Grupy Operacyjnej Jazdy i 6 Dywizji Piechoty w kierunku na Brody–Radziwiłłów. Współdziałająca z 2 Armią grupa gen. Franciszka Krajowskiego, ze składu 6 Armii, miała wiązać część sił konarmii Budionnego na południowym zachodzie.
W tym czasie dowódca sowieckiego Frontu Południowo-Zachodniego Aleksander Jegorow nakazał 1 Armii Konnej Budionnego zdobyć Lwów. Jej dywizje wdarły się w słabo obsadzoną lukę między 2 i 6 Armią, sforsowały Styr, a 4. i 11 Dywizja Kawalerii nacierały w kierunku na Kamionkę Strumiłową. Natarcie polskiej 2 Armii miało rozpocząć się 29 lipca, ale do tego dnia oddziały nie zakończyły koncentracji sił. O wyznaczonej porze ruszyły tylko skrzydła 2 Armii.
W czasie, kiedy na północnym skrzydle walczono pod Brodami i Beresteczkiem, na południu dywizje 6 Armii i Armii Czynnej URL walczyły nad Seretem.

## Walczące wojska
| Jednostka                    | Dowódca                       | Podporządkowanie |
| Wojsko Polskie               |                               |                  |
| dowództwo 6 Armii            | gen. Wacław Iwaszkiewicz      | Front Płd. Wsch. |
| ⇒ 13 Dywizja Piechoty        | płk Franciszek Paulik         | 6 Armia          |
| ⇒ 12 Dywizja Piechoty        | płk Marian Januszajtis-Żegota | 6 Armia          |
| dowództwo Armii URL          | gen. Mychaiło Pawlenko        | Front Płd. Wsch. |
| Armia Czerwona               |                               |                  |
| dowództwo 14 Armii           | Michaił Mołkoczanow           | Front Płd. Zach. |
| ⇒ 60 Dywizja Strzelców       | P. Iwanow                     | 14 Armia         |
| ⇒ „Swodna” Dywizja Strzelców |                               | 14 Armia         |
| ⇒ 8 Dywizja Kawalerii        | Witalij Primakow              | 14 Armia         |

## Walki nad Seretem
Wobec niepowodzenia obrony na linii Zbrucza 26 lipca 1920 dowództwo 6 Armii wydało rozkaz odwrotu na linie rzek: Seret i Graberka, Ług i Wolica do linii wzgórz z Podhorcami i Oleskiem.

### Ugrupowanie wojsk
Na wschód i południowy wschód od grupy gen. Franciszka Krajowskiego pozycje obronne obsadzała 13 Dywizja Piechoty, dalej na południe 12 Dywizja Piechoty broniła odcinka od magistrali kolejowej Krasne–Zborów–Tarnopol po ujście Gniewnej do Seretu. Prawe skrzydło obsadziły dywizje Armii Czynnej URL gen. Pawlenki.
Sowiecka 14 Armia na tym odcinku ugrupowała się następująco:
na północy przeciw polskiej 13 Dywizji Piechoty operowała „Swodna” DS i 8 Dywizja Kawalerii Czerwonych Kozaków, na kierunku tarnopolskim rozmieszczona została najsilniejsza dywizja 14 A – 60 Dywizja Strzelców, a na południe od niej, naprzeciwko Armii Ukraińskiej, działała 41 Dywizja Strzelców.

### Obrona na Serecie
Nim jednostki polskie i ukraińskie zdołały zorganizować obronę nad Seretem, nieprzyjaciel obsadził Tarnopol i sforsował rzekę pod Petrykowem i Mikulińcami.
Pod Petrykowem przeciwnika szybko odrzucono, ale pod  Mikulińcami nieprzyjacielowi udało się poszerzyć przyczółek po Nastasów i Ludwikówkę. Zagrożona oskrzydleniem grupa pułkownika Wacława Pażusia cofnęła się spod Janowa. W tej sytuacji obie strony zdecydowały się na rozstrzygniecie w sposób zaczepny. Polska 12 Dywizja Piechoty szykowała się do kontrataku na Mikulińce celem odzyskania linii Seretu, a sowiecka 60 Dywizja Strzelców do uderzenia na XXIV Brygadę Piechoty, broniącą się na linii Seretu na północ od Tarnopola.
30 lipca obie strony wyprowadzały lokalne ataki i kontrataki. W dniach od 2 do 4 sierpnia oddziały 12 Dywizji Piechoty, wsparte 3 kompanią czołgów por. Włodzimierza Liro, wyparły pod Nastasowem i Mikulińcami 60 Dywizję Strzelców. Kontratakująca 60 DP ponownie sforsowała Seret i odbiła przyczółek. Na południu Armia Czynna URL gen. Pawlenki toczyła lokalne starcia z sowiecką 41 Dywizją Strzelców. Ta ostatnia niewielkimi siłami podejmowała próby sforsowania Seretu między innymi pod Czortkowem, Jagielnicą i Tłustym Miastem.
Przełamanie frontu pod Mikulińcami i odejście spod Janowa prawego skrzydła 12 Dywizji Piechoty doprowadziło do oskrzydlenia od północy Armii Czynnej URL. Atakowana jednocześnie frontalnie pod Czortkowem, musiała cofnąć się na Mogielnicę, Laskowce i Dżuryn i organizować obronę na linii Strypy.

## Bilans walk
W wyniku działań prowadzonych przez prawe skrzydło polskiej 6 Armii podczas trwania bitwy pod Brodami i Beresteczkiem linia Seretu została utrzymana i nie doszło do bezpośredniego współdziałania operującej na południu sowieckiej 14 Armii z 1 Armią Konną i 12 Armią. Tym samym nie doszło do koncentrycznego natarcia na Lwów.